# Alto Pompeya
Alto Pompeya es un centro poblado bajo jurisdicción del municipio de Villavicencio, ubicado en el corregimiento IV de la capital del departamento del Meta, Colombia.

## Superficie
Posee una superficie de 0,3392 kilómetros cuadrados.

## Demografía
Hasta 2018 la población era de 852 habitantes, con una densidad de población de 2,512 habitantes por kilómetro cuadrado.